# Джон Уесли
Джон Уесли (John Wesley) е английски духовен деец и теолог, основател на Евангелисткото арминианско религиозно течение Методизъм. Той е син на английския поет Самюъл Уесли.
Методизмът се оформя като много влиятелно и значимо духовно учение, едва след като Джон Уесли се завръща от Колониална Америка и започва своите беседи и проповеди под открито небе, близо до вярващите. Той насърчава и назначава дори непосветени, но ентусиазирани свещеници, да разпространяват Метода на четене и тълкуване на Светото писание.
Под ръководството на Уесли много методисти поемат важни обществени постове. Смята се, че методизъмът оказва влияние и предизвиква много социални реформи, в това число и поставя основите на аболиционизма.
В своята дейност на оратор и проповедник той изрично отстоява твърдението, че методизмът не е самостоятелна религия или секта и трябва да се разглежда като духовно течение в каноните на Англиканската църква.